# Spike Milligan
Terence Alan „Spike“ Milligan KBE (16. dubna 1918 Ahmednagar – 27. února 2002 Rye) byl britský komik, spisovatel, hudebník, dramatik, herec a kreslíř irsko-anglického původu (od roku 1962 občan Irska), jeden z klasiků britského humoru. Narodil se a zpočátku vyrůstal v Britské Indii, odkud se roku 1931 přestěhovali do Anglie, kde strávil většinu života. Přezdívku „Spike“ si zvolil podle amerického kapelníka Spika Jonese.

## Kariéra
Proslavil se zejména jako protagonista a hlavní autor rozhlasového komediálního pořadu The Goon Show, který byl (spolu s následným televizním pořadem Q5) průkopníkem absurdní (tzv. surrealistické) a improvizované komedie a hluboce ovlivnil a inspiroval celou generaci britských komiků 60. let (Peter Cook, Monty Python a další).
Napsal také řadu knih, včetně svérázných sedmidílných pamětí své služby v britské armádě za druhé světové války (první díl se jmenoval „Adolf Hitler: Můj podíl na jeho pádu“). Psal také zábavnou poezii pro děti.
Roku 1978 se na své dovolené v Tunisku náhodou setkal se skupinou Monty Python, svými velkými obdivovateli, kteří zde právě natáčeli komedii Život Briana, a přijal ve filmu malou roličku.

### Oblomov

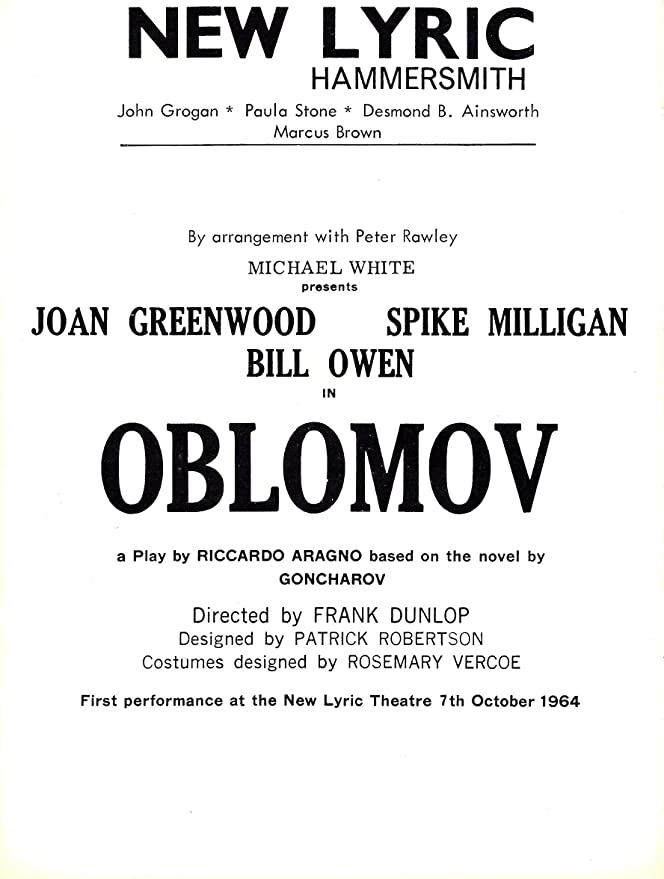
Titulní strana původního programu k Milliganově Oblomovovi

V polovině 60. let se Milligan pokusil rozšířit svůj záběr o vážnější polohu, když se pustil do nastudování Oblomova, v němž ztvárnil titulní roli. Na první předváděčce ale vlivem trémy zapomněl skoro všechen text, takže rychle sklouzl ke své osvědčené improvizaci a z dramatu se záhy stala zcela nepředvídatelná fraška, kde Milligan na scéně dělal, co ho právě napadlo, přinášel překvapivé rekvizity a neváhal ani pokřikovat po známých tvářích v publiku.
Divadelní tisk hru ztrhal a konsternováni byli i ostatní herci, ale mezi diváky brzy získala takovou proslulost, že se (poté co stihla překonat rekordy návštěvnosti v seriózním divadle Lyric v Hammersmithu) po několika týdnech přestěhovala do Comedy Theatre ve West Endu pod novým názvem Son of Oblomov („Oblomovův syn“). Zde se dočkala 559 „repríz“, které se ovšem navzájem natolik lišily, že šlo pokaždé o unikátní hru, s předlohou nemající společného už prakticky nic.
Nejpamátnějším se stalo představení z 22. dubna 1965, které navštívila královská rodina. Ve stejné části hlediště tehdy seděl i Peter Sellers, kterého Milligan brzy vyzval na improvizovaný dialog, v jehož finále po něm kopnul svou bačkoru a skoro zasáhl prince Phillipa. Během celé hry pak dělal na královnu různé narážky. Princ Charles, jeho velký fanoušek a později i přítel, byl sám údajně na „Oblomovově synovi“ pětkrát.

### Ocenění
Mnoho slavných britských komiků ho uvádělo jako svůj vzor a inspiraci. Eddie Izzard ho označil za „kmotra alternativní komedie“. Roku 1999 byl v hlasování na BBC zvolen „nejzábavnější osobou za posledních 1000 let“.

## Osobní život a názory

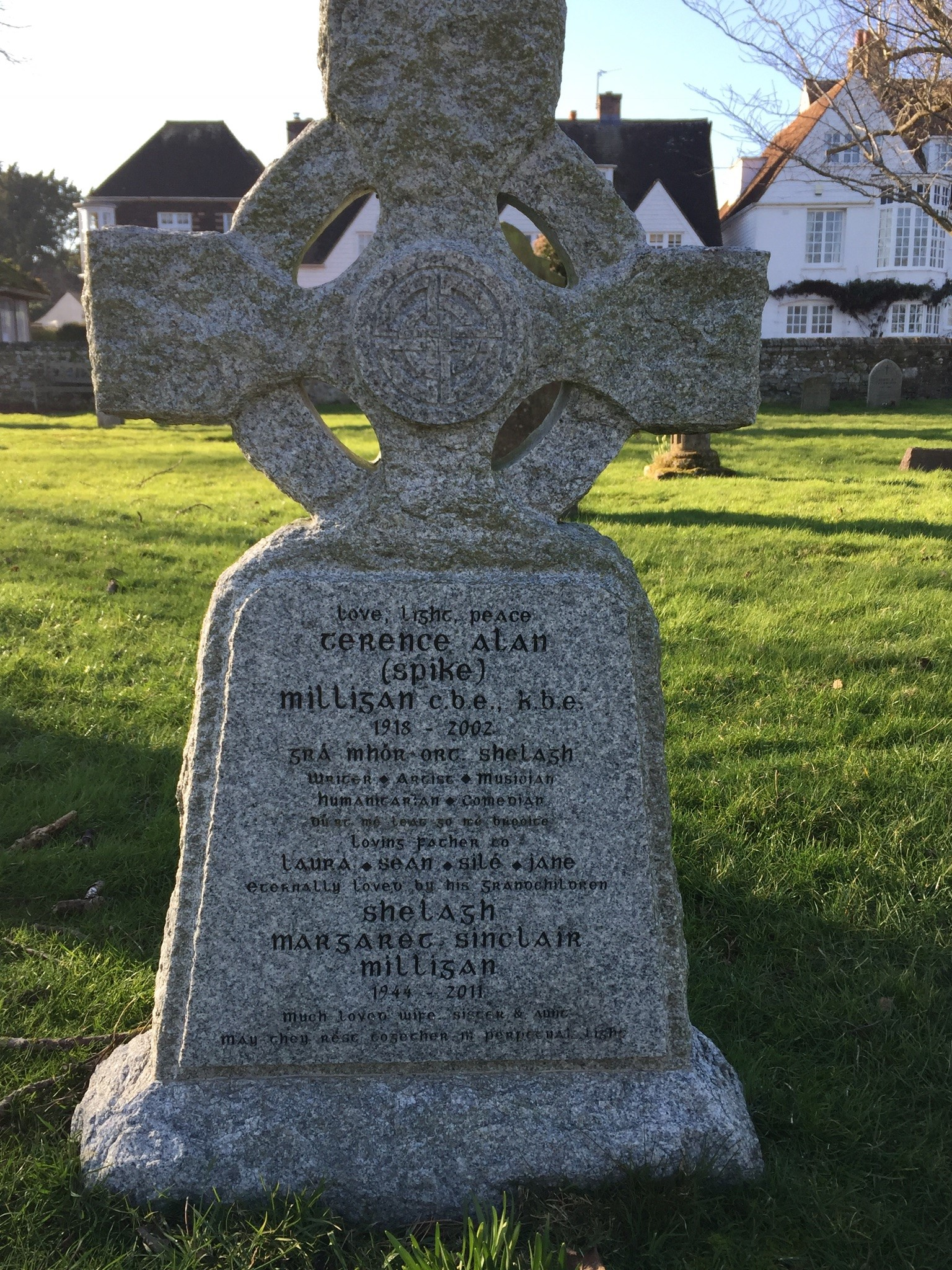
Náhrobek Milligana a jeho třetí ženy Shelagh (1944–2011)

Poprvé se Milligan oženil roku 1952 s June Marlowovou (svědkem mu byl Sellers), měli tři děti a roku 1960 se rozvedli. Pak si roku 1962 vzal Patricii Ridgeway (svědčil mu George Martin), měli jedno dítě a manželství skončilo její smrtí na rakovinu roku 1978. Údajně měl ještě dva nemanželské potomky.
Jeho třetí a poslední ženou se roku 1983 stala o 25 let mladší Shelagh Sinclairová, která s ním byla až do jeho smrti roku 2002. Milligan jí odkázal všechen svůj majetek, což jeho děti soudně napadly, avšak bezúspěšně.
Trpěl bipolární poruchou a za svůj život prodělal několik duševních zhroucení. O své nemoci otevřeně mluvil.
Měl agnostický pohled na svět, ale zároveň se považoval za katolíka, neboť v této víře byl vychován.
Zajímal se o environmentální témata, jmenovitě např. vystupoval proti zbytečnému hluku jako je hudba v obchodech a restauracích. Zasazoval se také o potírání domácího násilí.
Zemřel v 83 letech ve svém domově na selhání ledvin. Na náhrobku si přál mít nápis „Říkal jsem vám, že mi něco je“ – diecéze s tím ovšem nesouhlasila a jako kompromisní řešení byla věta na hrobě uvedena v irštině.